# Winold van der Putten
Winold van der Putten (* 27. Januar 1950) ist ein niederländischer Orgelbauer.

## Leben und Werk
Winold van der Putten erlernte ab 1978 den Orgelbau bei Orgelmakerij Reil in Heerde. 1989 eröffnete er zusammen mit dem Musiker, Klavier- und Cembalo-Restaurator Berend Veger (* 1952) eine eigene Orgelwerkstatt in Winschoten, die im Jahr 1998 nach Finsterwolde in das ehemalige Rathaus verlegt wurde. Nachdem Veger 1999 den Betrieb verlassen hatte, wurde dieser alleine von van der Putten fortgeführt. Nach einem schweren Verkehrsunfall im Jahr 2002 übernahm die Mitarbeiterin und Orgelbaumeisterin Ingrid Noack die Firmenleitung (seit 2006 Direktorin). Die Firma Mensa Ruiter ist seit 2006 an dem Finsterwolder Unternehmen beteiligt. Mit seiner allmählichen gesundheitlichen Wiederherstellung stieg Winold van der Putten wieder als freiwilliger Mitarbeiter in seine Firma ein.
Ein wichtiges Projekt für die Firma war der Orgelneubau der Waller Kirche im Jahr 2001/2002. Das zweimanualige Instrument wurde konsequent im Stil der Zeit um 1650 konzipiert und mit den traditionellen Handwerkstechniken dieser Zeit gebaut. Es „setzt in Bremen einen Akzent für historisches Musizieren“. Van der Putten errichtete zu diesem Zweck eine eigene Gießerei für das historische Sandgussverfahren in Zusammenarbeit mit dem früheren Orgelforschungszentrum GOArt der Universität Göteborg und Harm Dieder Kirschner. Die Waller Orgel hat eine kurze Oktave, Subsemitonien (geteilte Obertasten) und eine mitteltönige Stimmung.
Van der Putten ist durch seine Rekonstruktionen mittelalterlicher Positive bekannt geworden. So baute er mehrere gotische Kleinorgeln mit pythagoreischer Stimmung (mit reinen Quinten). Sie orientieren sich an der Darstellung einer Orgel im Rutland-Psalter (um 1260) und vergleichbaren mittelalterlichen Malereien von Orgeln. Für die baulichen Details lagen Beschreibungen wie die Traktate des Theophilus Presbyter und des Berner Anonymus (beide 11. Jahrhundert) zugrunde. Die Mensur ist bei allen Pfeifen gleich (27 bzw. 35 Millimeter) und entspricht in etwa dem Durchmesser eines Taubeneis, was zur Bezeichnung „Taubenei-Orgel“ geführt hat.

## Werkliste (Auswahl)
Die Größe der Instrumente wird in der fünften Spalte durch die Anzahl der Manuale und die Anzahl der klingenden Register in der sechsten Spalte angezeigt. Ein großes „P“ steht für ein selbstständiges Pedal, ein kleines „p“ für ein angehängtes Pedal.
| Jahr      | Ort                 | Gebäude                                 | Bild | Manuale | Register | Anmerkungen |
| --------- | ------------------- | --------------------------------------- | ---- | ------- | -------- | --- |
| 1990–1991 | Gandersum           | Gandersumer Kirche                      |      | I       | 5        | Rekonstruktion der Orgel eines unbekannten Orgelbauers (18. Jh.) unter Verwendung älterer Reste                                                                            |
| 1992      | Delmenhorst         | Stadtkirche Zur Heiligen Dreifaltigkeit |      | I       | 3        | Neubau einer Truhenorgel |
| 1994–1995 | Neermoor            | Reformierte Kirche                      |      | I/P     | 11       | Restaurierung der Orgel von Hinrich Just Müller (1796–1798) |
| 1995      | Heiligerlee         | Graaf Adolf Kapel                       |      | I/p     | 12       | Neubau |
| 1995      | Gouda (Niederlande) | Schulverband „De Driestar“              |      | II/P    | 15       | Neubau |
| 1999      | Wirdum              | Dorfkirche                              |      | I/p     | 7        | Restaurierung der Orgel von Van Oeckelen & Zn. (1879) |
| 1999      | Möhlenwarf          | Möhlenwarfer Kirche                     |      | I/P     | 9        | Renovierung der Orgel von Johann Reil (1968) |
| 1999      | Marsum (Appingedam) | Mauritiuskerk                           |      | I       | 2        | „Theophilus-Orgel“ anhand Abbildung im Rutland-Psalter, 8′ + 6′, „Taubenei-Mensur“, Manualumfang g–f2 (diatonisch, mit zusätzlichem b, fis1 und b1) mit handbreiten Tasten |
| 2000      | Tergast             | Tergaster Kirche                        |      | I/p     | 7        | Rekonstruktion der Orgel von Gerd Sieben Janssen (1840) |
| 2001–2002 | Walle (Bremen)      | Waller Kirche                           |      | II/P    | 26       | Neubau im Stil des 17. Jahrhunderts |
| 2003      | Aurich              | Reformierte Kirche                      |      | II/P    | 18       | Rekonstruktion und Erweiterung der Orgel von Gerd Sieben Janssen (1836–1838)                                                                                               |
| 2006      | Nijmegen            | Privatbesitz                            |      | II/p    | 6        | Neubau |
| 2007–2008 | Altenesch           | St.-Gallus-Kirche                       |      | II/P    | 18       | Restaurierung der Orgel von Georg Wilhelm Wilhelmy (1794–1795) |
| 2010      | Weener              | Organeum                                |      |         |          | Orgelfunktionsmodell „Orgel für das Klassenzimmer“ |
| 2010      | Laufen BL           | Herz-Jesu-Kirche, Krypta                |      | I/p     | 2        | „Taubenei-Orgel“, Neubau einer gotischen Orgel anhand Zeichnung im Rutland-Psalter (um 1260), 8′ + 6′, Manualumfang A–c3 (voll chromatisch)                                |
| 2012      | Hamburg             | Privatbesitz                            |      | I       | 3        | „Taubenei-Orgel“, 8′ + 8′ + 6′, Manualumfang defga–g2a2 |
| 2013      | Leer                | Mennonitenkirche                        |      | I/P     | 9        | Restaurierung der Orgel von Brond de Grave Winter (1860) |
| 2015      | Nieuw Beerta        | Hervormde Kerk                          |      | II/p    | 12       | Restaurierung der Orgel von Willem Hardorf (1858) |
| 2016      | Tolbert             | Hervormde Kerk                          |      | I       | 6        | Restaurierung der Kabinettorgel von H. H. Hess (1792) mit geteilten und halben Registern                                                                                   |
| 2017      | Elburg              | Nationaal Orgelmuseum                   |      | I       | 2        | Rekonstruktion der Orgel vom Genter Altar (1432); Frontpfeifen 6′ aus Zinn, Blockwerk IV–VI aus Oktave, Quinte und Superoktave                                             |